# قدر مطلق

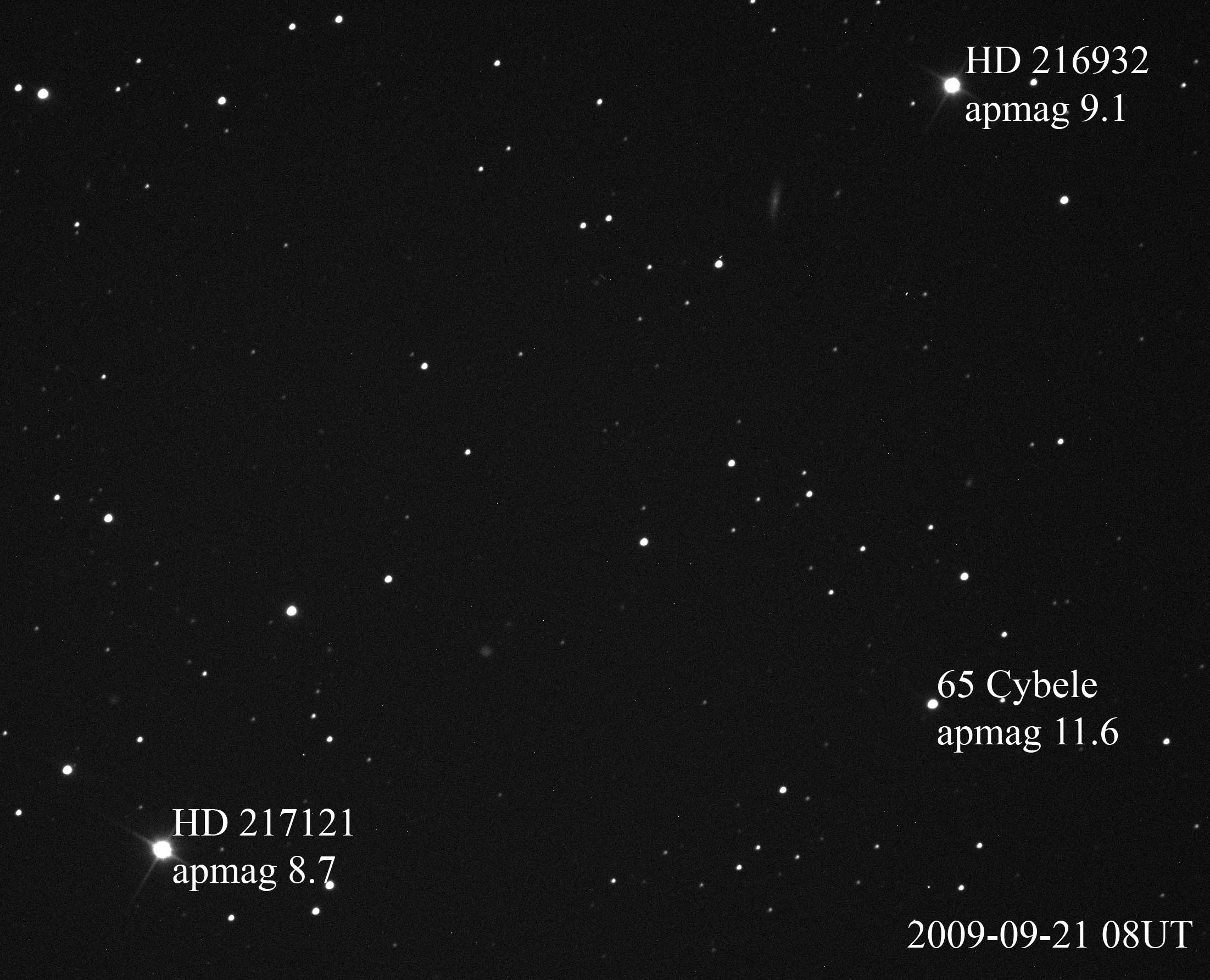

القَدْر المُطْلَق (بالإنجليزية: Absolute magnitude)‏ في علم الفلك هو قياس إضاءة أي جرم فلكي في المقياس اللوغاريتمي الفلكي (كالنجوم والكواكب ونحوها). ويساوي القدر الظاهري لجسم فضائي كأنه موجود على بعد معياري يقدر بـ 10 فراسخ فلكية، أي حوالي 32,6 سنة ضوئية. تمثل الوحدة الفلكية وحدة قياس القدر المطلق المعتمدة للأجرام في النظام الشمسي.

## القدر المطلق النجمي
يمكن تقريب القدر المطلق M باستخدام القدر الظاهري m واختلاف المنظر النجمي p:
{\displaystyle M=m+5\left(\log _{10}p+1\right),}
أو باستخدام القدر الظاهري m ومعامل المسافة μ:
{\displaystyle M=m-\mu }.
على سبيل المثال القدر المطلق لسهيل −5.71. بينما هو +1.4 للشعرى اليمانية، أي لو كانا على مسافة واحده من الأرض لكان سهيل أكثر سطوعاً من الشعرى اليمانية. ويستفاد من القدر المطلق لمعرفة درجة سطوع النجم الحقيقي.

## الوحدة والمقارنة
وحدة القدر المطلق للمعان نجم يرمز لها M , أما وحدة القدر الظاهري فيرمز لها mag (وهي مختصر كلمة magnitude). أي أن كلما صغرت M تعني أشد لمعانا.
النجوم الشديدة السطوع يصلون إلى قدر مطلق يساوي -9 mag، وأما النجوم الضعيفة الخافتة اللمعان فهي تصل إلى 17 mag.

## المجرات
من الصعب تحديد القدر المطلق للمجرات بسبب صعوبة تحديد الموقع الدقيق لحافة الجسم السديمي. وبالإضافة إلى ذلك، يجب تطبيق تصحيحات بسبب وجود غبار مجرة درب التبانة الذي يقلل شدة اللمعان ، وبالرغم من هذا فإن الإضاءة أو القدر المطلق للمجرات يمكن قياسة بواسطة القدر الظاهري وتحديد المسافة.

## النيازك
المسافة المعيارية لقياس قدر نيزك، تكون على ارتفاع 100 كم (62 ميل) عند سمت رأس المراقب.

## مواضيع ذات علاقة
- القَدْر الظَاهِرِي
- تصنيف هرتزشبرونج-راسل
- النسق الأساسي
- سطوع السطح